# Drakengard (відеогра)
Drakengard (трансл. Дракенґард), відомий в Японії як Drag-On Dragoon, — рольова відеогра в жанрі екшену 2003 року випуску, розроблена Cavia та видана Square Enix для консолі PlayStation 2 . Гра є першою частиною серії Drakengard і включає в себе суміш слешеру, повітряних боїв і рольових ігор, яка стала основним елементом серії. Сюжет розгортається під час релігійної війни між двома фракціями — Союзом та Імперією, — коли конфлікт вже схиляється на користь Імперії. Гравець керує Каїмом, поваленим принцом Союзу, який прагне помститися Імперії. Поранений в бою, під час захисту своєї сестри — Фурії, він змушений укласти договір з червоним драконом на ім'я Ангелус, і вони разом вирушають в подорож, щоб запобігти знищенню Імперією магічних печаток, які утримують світ у рівновазі.
Такамаса Шиба і Такуя Івасакі задумали гру як гібрид популярної серії Dynasty Warriors і гри Ace Combat від Namco. Це був перший проект Шиби як продюсера. Темну історію створили режисер Йоко Таро та Савако Наторі, які написали більшу частину сценарію. Музику написали Нобуйоші Сано та Такаюкі Айхара. Ексклюзивну для Європи мобільну адаптацію було розроблено Macrospace і опубліковано Square Enix для пристроїв Vodafone у серпні 2004 року. Drakengard добре продавався в Японії та отримав змішані або позитивні відгуки на заході: рецензенти хвалили історію та музику гри, але були неоднозначні щодо графіки та критикували ігровий процес за репетативність.

## Ґеймплей
Дракенґард — це рольова відеогра з трьома типами ігрового процесу: наземні місії, повітряні місії та режим вільного дослідження. На деяких рівнях гравці можуть перемикатися між наземним і повітряним боєм. Наземний ігровий процес передбачає, що гравець керує головним героєм Каїмом, він має доступ до трьох типів атак: стандартного удару мечем, магічної атаки та ривка, який кидає ворогів на землю. Додаткову зброю можна отримати та поміняти через відповідне меню. Зброя отримує досвід під час використання, з часом завдаючи більшої шкоди. Під час місії гравець може отримати доступ до восьми видів зброї. Повторне натискання кнопки атаки під час бою з ворожими юнітами запускає комбо, а натискання іншої кнопки посередині комбо ініціює спеціальну атаку, яка тимчасово виводить з ладу ворогів в безпосередній близькості. Гравець також може тимчасово перемикатися між Каїмом і призначеним союзником, який має схожі атаки, але завдає більшої шкоди. Цих союзників можна отримати на необов'язкових рівнях, і їх можна викликати лише обмежену кількість разів.
У повітряних місіях гравці керують драконом-напарником Каїма — Ангелусом. У ці моменти гравці спрямовані проти кількох повітряних цілей, які необхідно знищити, щоб виграти. Оскільки Ангелус також отримує очки досвіду під час бою, він підвищує рівень і може завдавати більше шкоди подібно до зброї, яка використовується в наземному бою. Усі битви з босами в грі відбуваються на цих повітряних рівнях. Ангелус має доступ до двох типів стандартних вогневих атак: вибух з вільним прицілюванням, який завдає великої шкоди, і самонавідні болти, які можуть вражати кілька цілей, але логічно завдають меншої шкоди. Деякі типи ворогів можуть ухилятися від самонавідних пострілів або протидіяти їм пізніше в грі. Ангелус також може виконувати спеціальну магічну атаку, що б'є по області та завдає високої шкоди або одразу вбиває кілька ворогів. Її можна використовувати для швидкого проходження бойових зон під час переважно наземних місій. Каїм і Ангелус підвищують рівень під час бою по-різному: у міру підвищення рівня Каїма зростає їх спільний показник здоров'я, тоді як підвищення рівня Ангелуса збільшує шкоду.
Гравці можуть орієнтуватися в ігровому світі та вибирати місії за допомогою карти світу, доступ до якої відкривається між рівнями. Під час гри міні-мапа дозволяє гравцеві бачити розташування ворогів, а також можна переключитися на повноекранну карту, яка охоплює всю територію та показує цілі місії. Рівні Дракенґарда називаються «віршами», і вірші згруповані в тринадцять розділів. рівень має обмеження часу в одну годину для проходження гравичйні рівні пронумеровані, а додаткові рівні позначені римськими цифрами. У грі є п'ять кінцівок: звичайна кінцівка та чотири додаткові кінцівки, які відкриваються за виконання певних умов, наприклад проходження додаткових розділів або отримання потужної зброї.

## Оцінки
| Агрегатор  | Оцінка |
| ---------- | ------ |
| Metacritic | 63/100 |

| Видання                            | Оцінка |
| ---------------------------------- | ------ |
| Computer and Video Games           | 8/10   |
| Edge                               | 8/10   |
| Famitsu                            | 29/40  |
| Game Informer                      | 7.5/10 |
| GameSpot                           | 7/10   |
| IGN                                | 7.9/10 |
| PlayStation: The Official Magazine | 6/10   |
| VideoGamer.com                     | 6/10   |

Дракенґард було продано тиражем більше 122 000 копій протягом першого тижня випуску в Японії, зайнявши Mobile Suit Gundam: Encounters in Space вершині чартів продажів. Ігровий журнал Famitsu поставив її на 50-е місце серед найбільш продаваних ігор 2003 року і продав її настільки добре, що її зробили частиною серії Square Enix Ultimate Hits, перевидання популярних ігор. Його значні продажі команда пояснює його кінематографічною історією та схожістю з популярним серіалом «Воїни династії». У Європі до вересня 2004 року було продано 110 000 копій гри.
За даними GameSpot, Дракенґард отримав схвальні відгуки в Японії. Famitsu поставив йому загальну оцінку 29/40. Після преентації гри на виставці E3 численні ігрожури, зокрема офіційний журнал PlayStation Magazine, IGN та Game Informer, високо оцінили її багатообіцяючу історію та поєднання жанрів. За даними агрегатора оглядів відеоігор Metacritic, гра отримала «середні» відгуки.
Сюжет отримав найбільшу кількість похвал. Джеремі Данхем з IGN назвав її «найбільшою силою» гри, вихваляючи гострі теми, що досліджуються, і баланс між фантазією та реалізмом. Він також високо оцінив численні паралелі з Neon Genesis Evangelion. Рецензент комп'ютерних і відеоігор (CVG) високо оцінив «зрілість і дотепність діалогів і розгортання сюжету», зазначивши, що вони стояли поряд з іншими рольовими іграми Square Enix того часу. Адам Джарвіс із VideoGamer.com високо оцінив стиль оповідання гри, сказавши, що хоча він «трохи заплутаний у різних моментах, він достатньо глибокий, щоб підтримувати ваш інтерес протягом усієї гри». Грег Касавін із GameSpot сказав, що «хоча сама історія має незручний темп і іноді її важко осягнути, це стає одним із головних мотиваційних факторів для підсилення бажання пройти весь шлях до кінця».
Графіка отримала неоднозначну реакцію. Касавін сказав, що гра «виглядає пристойно, але, зрештою, не все так добре». Він розкритикував м'яке середовище, незграбні рухи ворогів та ігрового персонажа, але похвалив дизайн дракона. Game Informer був більш позитивним, вихваляючи графічні деталі, катсцени та зовнішній вигляд ворогів, незважаючи на виявлення проблем зі спливаючими вікнами та зниженням частоти кадрів. Джарвіс високо оцінив дизайн головного акторського складу, але назвав повторюваний дизайн ворогів і темне середовище відволікаючими елементами. Данхем похвалив дизайн персонажів і монстрів, а також катсцени, але його менш вразив повторюваний дизайн ворогів-людей, м'яке середовище та низька дистанція відведення. Рецензент CVG також високо оцінив катсцени.
Реакція на звукове оформлення була змішаною, ближче до позитивної. Данхем високо оцінив озвучку в британському стилі, але назвав музику «розчаровуючою».Game Informer оцінив низьку кількість фонових треків і озвучку «прямо з фестивалю епохи Відродження» як найгірші частини гри. Касавін похвалив озвучку і назвав музику «найбільш нервовим і найнапруженішим аспектом гри». Джарвіс також був позитивним, вихваляючи звукове оформлення битв, більшу частину озвучення та музику, яка «[допомогла] створити відповідну похмуру атмосферу».
Сприйняття ігрового процесу було змішаним або негативним, причому Данхем сказав, що гра зазнала тих же проблем, що й похідні ігри, незважаючи на його легку розважальну цінність, тоді як Джарвіс назвав варіанти ігрового процесу «досить обмеженими». Рецензент CVG похвалив повітряні сегменти ігрового процесу, назвавши їх найцікавішими, і виявив, що стандартний бій слугував для того, щоб прикрасити «страшну персону» головного героя, роблячи його більше, ніж просто ще одним анонімним вершником на драконі. Основною темою критики була повторюваність в ігровому процесі. Касавін був надзвичайно критичним, сказавши, що ігровий процес ускладнює процес гри та відволікає від основної історії.Game Informer назвав геймплей «веселим, але [позбавленим] будь-якої видимості глибини».

## Спадщина
«Дракенґард» отримав дві новели від Емі Наґасіми (під псевдонімом Джун Ейсіма) та Такаші Айдзава. Події гри були знову переказані в спеціальній історії під назвою Drakengard 1.3, яка є продовженням манги Drag-On Dragoon: Shi ni Itaru Aka. У березні 2014 року Джаханзеб Хан із Hardcore Gamer схвально назвав гру попередником телевізійної адаптації серії книг «Пісня льоду та полум'я» у обробці табуйованих тем і насильства. Square Enix визнала гру досить успішною в Японії, тому було замовлено продовження. Drakengard 2 знову був спродюсований Шибою, але Йоко змінив на посаді режисера Акіра Ясуї, що призвело до численних тематичних змін. Спочатку дія розгорталася після першої кінцівки Дракенґарда, але пізніше була перетворена в окрему часову шкалу. У 2013 році був випущений приквел Drakengard 3, де кілька співробітників повернулися до своїх початкових ролей.
Спроба створити іншу частину в серії призвела до виділення Nier, який зберігає посилання та теми з основної серії. Події Nier відбуваються через тисячу років після подій п'ятої Drakengard. Продовження, Nier: Automata, було розроблено PlatinumGames у співпраці з попередніми співробітниками Nier і випущено в 2017 році.